# Gloria Jasmine Rawlinson
Gloria Jasmine Rawlinson (ur. 1 października 1918 na wyspach Haʻapai w archipelagu Tonga, zm. 25 lipca 1995 w Auckland) – poetka nowozelandzka. 
Jej rodzicami byli Alexander John Rawlinson, artysta fotografik, i jego żona Ethel Rose (Rosalie) Jennings. Jakkolwiek Gloria opuściła Tonga w wieku zaledwie 6 lat, na zawsze zapamiętała krajobraz i atmosferę tego miejsca. Po altach wyraziła swoje wrażenia w często przedrukowywanym w antologiach wierszu The Islands Where I Was Born. W 1924 rodzice się rozstali i Gloria z matką wyjechała do Nowej Zelandii i zamieszkała w Auckland. Wkrótce po przybyciu zachorowała na Chorobę Heinego-Medina (polio). Cztery lata spędziła w szpitalach najpierw w Auckland, a potem w Rotorua. Skutkiem choroby było trwałe kalectwo. Odtąd Gloria poruszała się na wózku inwalidzkim. Mimo to prowadziła aktywne życie. Uczyła się w Melmerly Collegiate School, a później w domu. Należała do Post Branch Girl Guides’ Association. W 1933 debiutowała książkowo tomikiem Gloria’s Book. Miała wtedy zaledwie 14 lat. Jej utwory, z komentarzem Elsie K. Morton, były wcześniej drukowane w sekcji dziecięcej New Zealand Herald. Były też recytowane w programie radiowym C.G. Scrimgeoura The Friendly Road. Gloria została uznana za cudowne dziecko. Winifred Tennant, edytorka działu dziecięcego w aucklandzkim piśmie Sun udzieliła jej dalszego wsparcia. Wiersze młodej poetki zaczęły się ukazywać także w innych periodykach, czasem z ilustracjami Gordona Minhinnicka. Wzbudziły one szerokie zainteresowanie nie tylko w Nowej Zelandii, ale również za granicą. W 1935 autorka wydała drugi tomik, zatytułowany The Perfume Vendor. Sprzedało się ponad 7000 egzemplarzy. Książka została przełożona na holenderski i japoński. Twórczość Glorii spotkała się z uznaniem między innymi aktorki Sybil Thorndike, krytyka Wilfrida Gibsona i poety Waltera de la Mare, który deklamował jej wiersze w londyńskim towarzystwie. W 1934 prezydent Stanów Zjednoczonych Franklin Delano Roosevelt, również będący ofiarą polio, napisał do niej list. Z kolei premier Nowej Zelandii Michael Savage, zrobił jej niespodziankę, odwiedzając ją w sylwestra. W 1938 wydała swoją pierwszą i jedyną powieść Music in the Listening-place. Potem poświęciła się pisaniu opowiadań. Publikowała je między innymi w australijskim piśmie Bulletin i – od 1947 do 1954 – również australijskim almanachu Coast to Coast. Nie porzuciła też pisania wierszy. W 1963 wydała tomik Of Clouds and Pebbles. Znajomość z czeskim fotografikiem Frankiem Hofmannem i jego żoną, poetką Helen Shaw, zaowocowała tłumaczeniem Czeskiej mszy bożonarodzeniowej Jakuba Jana Ryby. W latach pięćdziesiątych i sześćdziesiątych dużo podróżowała po Wielkiej Brytanii, Europie i Oceanii. Odwiedziła między innymi Nową Kaledonię, Fidżi i Tahiti. Nie wyszła za mąż. Była członkinią Auckland Penwomen’s Club, PEN New Zealand Centre, New Zealand China Society i Auckland Institute and Museum. Zmarła na raka 25 lipca 1995 w Auckland Hospital.
Była bliską przyjaciółką poetki Robin Hyde. Zbierała materiały do jej biografii. Zostały one wykorzystane przez Dereka Challisa w książce The book of Iris (2002). Rawlinson została w niej wymieniona jako współautorka. W 1952 przygotowała do druku tomik wierszy Robin Hyde Houses by the Sea, a w 1970 napisała wstęp do jej autobiograficznej powieści The Godwits Fly.